# Choisir avec soin
 (janvier 2016).
Si vous disposez d'ouvrages ou d'articles de référence ou si vous connaissez des sites web de qualité traitant du thème abordé ici, merci de compléter l'article en donnant les références utiles à sa vérifiabilité et en les liant à la section « Notes et références ».

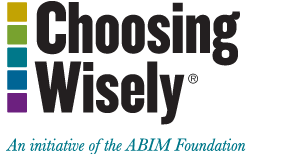
Logo de la campagne "Choisir avec soin" (Choosing Wisely en anglais)

Choisir avec soin (Choosing Wisely en anglais) est une campagne destinée à faire éviter aux médecins la prescription d'examens ou de traitements médicaux jugés inutiles.

La campagne est basée sur le concept  « less is More ») qui, lorsqu'il est appliqué à la santé, signifie que « davantage de soins n'est pas forcément bénéfique pour la santé du patient ». Littéralement, « less is More » se traduit par : « moins, c’est plus », mais il peut aussi se comprendre comme « moins, c'est mieux », c'est-à-dire « moins de soins peut amener à des soins meilleurs ». 

## Principe
Il prône une médecine qui vise à aider les médecins et les patients à engager un dialogue au sujet des examens, des traitements et des interventions pour déterminer ensemble ceux qui sont nécessaires et ceux qui ne le sont pas.
Le regroupement de médecins Smartermedicine propose un top 5 des interventions à éviter dans le domaine de la santé :
1. Un bilan radiologique chez un patient avec des douleurs lombaires non spécifiques depuis moins de 6 semaines. Une lombalgie est considérée comme non spécifique en l’absence de signes d’alarme (« red flags »), tels qu’un déficit neurologique sévère ou progressif, ou une suspicion de processus malin ou infectieux. Un bilan radiologique dans la lombalgie non spécifique ne modifie pas le pronostic du patient, mais augmente l’exposition aux radiations et les coûts. Sources : Agency for Health Care Research and Quality, National Institute for Health and Care Excellence. Niveau de preuve : méta-analyse d’essais cliniques randomisés.
2. Le dosage du PSA pour dépister le cancer de la prostate sans en discuter les risques et bénéfices avec le patient. Les résultats des essais cliniques sont contradictoires sur les bénéfices du dépistage par PSA. Les hommes devraient comprendre les risques de sur-diagnostic et de traitement superflus, ainsi que les conséquences des interventions en cas de dépistage positif. Le dépistage ne devrait pas être fait au-delà de l’âge de 75 ans. Sources : American College of Physicians, National Health Service, Swiss Society of Urology. Niveau de preuve : essais cliniques randomisés
3. La prescription d’antibiotiques en cas d’infection des voies aériennes supérieures sans signe de gravité. La grande majorité des infections des voies aériennes supérieures sont des infections virales, contre lesquelles les antibiotiques sont inefficaces. Sources : Centers for Disease Control, American Academy of Family Physicians, National Institute for Health and Clinical Excellence Niveau de preuve : plusieurs essais cliniques randomisés.
4. Une radiographie du thorax dans le bilan préopératoire en l’absence de suspicion de pathologie thoracique. Elle n’apporte aucun changement dans la prise en charge et l’évolution du patient asymptomatique. Sources : American College of Radiology, Royal College of Radiologists. Niveau de preuve : plusieurs études d’observation.
5. La poursuite à long terme d’un traitement d’inhibiteurs de la pompe à proton pour des symptômes gastro-intestinaux sans utiliser la plus faible dose efficace. L’indication du traitement doit être régulièrement revue avec les patients en raison du risque d’effets secondaires, y compris à long terme. À noter que cette recommandation est également valable pour le traitement d’antagonistes des récepteurs histaminiques H2. Sources : American Gastroenterological Association, National Institute for Health and Clinical Excellence. Niveau de preuve : essais cliniques randomisés et plusieurs études d’observation.

## Campagnes
Plusieurs campagnes ont eu lieu pour sensibiliser le grand public à la surconsommation de soins :
- au Canada (Choosing Wisely Canada (en)) ;
- aux États-Unis (Choosing Wisely)
- en Suisse (smartermedicine (de, fr, en))